# Szczutowo (województwo mazowieckie)
Szczutowo – wieś w Polsce położona w województwie mazowieckim, w powiecie sierpeckim, w gminie Szczutowo. Ma status sołectwa. Najbliższe miasta to Sierpc i Rypin. Miejscowość położona jest nad Jeziorem Szczutowskim.
We wsi znajduje się komisariat policji, poczta, Ochotnicza Straż Pożarna, biblioteka publiczna oraz Dom Pomocy Społecznej im. Jana Pawła II. W Szczutowie funkcjonuje Szkoła podstawowa im. Władysława Stanisława Reymonta oraz funkcjonowało Gimnazjum im. Polskich Olimpijczyków.
Na terenie miejscowości znajduje się rzymskokatolicka parafia św. Marii Magdaleny, jej świątynią jest zabytkowy drewniany kościół wzniesiony w połowie XVIII wieku.

## Podział administracyjny
W latach 1975–1998 miejscowość administracyjnie należała do województwa płockiego. Miejscowość jest siedzibą gminy Szczutowo.

## Demografia
Według Narodowego Spisu Powszechnego (III 2011) wieś liczyła 738 mieszkańców.

## Historia

### XVI–XVII wiek
Według regestru poborowego z 1564 we wsi mieszkało 10 kmieci i 2 zagrodowych rzemieślinków. Siedział tu również Bartłomiej, poddany Urszuli Sierpskiej, która była córką Elżbiety ze Skórków Sierpskiej i Prokopa Sierpskiego vel Gulczewskiego, starosty i chorążego płockiego W 1624 wieś została przepisana przez Zofię Potulicką na uposażenie klasztoru benedyktynek w Sierpcu. Prawdopodobnie następnie wieś przeszła na jej córkę Urszulę Lwowską, która wyszła za mąż za Piotra Potulickiego herbu Grzymała. Kolejnym właścicielem był ich syn – Stanisław Potulicki, po którego śmierci (ok. 1618) wieś odziedziczyła jego żona – Zofia Potulicka ze Zbąskich. Zofia Potulicka w 1624 przepisała wieś na uposażenie klasztoru benedyktynek w Sierpcu.

### XVIII–XIX wiek
Według spisu majątków ziemskich z 1789 wieś była dalej własnością Zakonnic Panien Benedyktynek z Sierpca i pani Broniewskiej. W efekcie II rozbioru Polski w 1793 wieś została włączona do Królestwa Prus i najprawdopodobniej wtedy w efekcie konfiskaty majątków kościelnych przeszła na rzecz skarbu państwa. Po okresie Księstwa Warszawskiego wieś stała się częścią Królestwa Polskiego. W związku z tym wykaz z 1825 informuje, że Szczutowo z 11 domami wchodziło w skład Dóbr Rządowych należących do Ekonomii Serpskiéy w Obwodzie Mławskim. W 1827 w 11 domach mieszkało 89 osób, ponadto była tu Strażnica leśnictwa rządowego Lipno.
W 1863 w okresie powstania styczniowego w okolicach wsi doszło do kilku potyczek oddziałów powstańczych z oddziałami rosyjskimi. Część poległych powstańców została pochowana na szczutowskim cmentarzu.
W 1864 przeprowadzono uwłaszczenie, na mocy którego chłopi uzyskali prawo własności ziemi. W efekcie w 1890 Szczutowo jest określane jako wieś włościańska z 21 domami i 169 mieszkańcami, należąca do parafii Gójsk. Wieś posiadała wtedy kościół filialny, urząd gminy, szkołę początkową i wiatrak.

### XX wiek
Zgodnie z mapą z 1915 we wsi były 22 nieruchomości oraz kościół i cmentarz.
Według spisu powszechnego z 1921 w Szczutowie było 38 budynków i 254 mieszkańców. Wszyscy mieszkańcy deklarowali się jako Polacy wyznania rzymskokatolickiego.
We wsi od 1937 znajdowała się stacja kolejowa na odcinku  linii kolejowej nr 33 od Sierpca do Brodnicy. Ruch pociągów pasażerskim na tym odcinku został zawieszony 3 kwietnia 2000.
Nieopodal wsi znajdowała się leśniczówka. W czasie II wojny światowej w leśniczówce mieszkali żołnierze niemieccy. Leśniczówkę przynależąca do Nadleśnictwa Płock rozebrano w 2005.
W okresie II wojny światowej wieś została włączona do III Rzeszy, a jej nazwa została zmieniona na „Schüttau”.

## Pozostałe informacje
W Szczutowie urodzili się biskup pomocniczy diecezji płockiej Roman Marcinkowski, a także uczestnicy powstania warszawskiego Sabina Domańska oraz Michał Witkowski.